# William George Browne
Pour les articles homonymes, voir Browne.
William George Browne (25 juillet 1768 - 1813) est un explorateur britannique.

## Biographie
Né à Great Tower Hill, Londres, il fait ses études à Oxford mais, passionné par le récit de voyage de James Bruce, décide de se lancer dans l'exploration.
Arrivé à Alexandrie en janvier 1792, il visite les oasis de Qaret Um El Saghir et de Siwa, y étudie la langue arabe et explore les monuments archéologiques égyptiens. En 1793, il passe au Sinaï et pénètre le premier, en mai, dans le Darfour. Il y est alors retenu trois ans prisonnier par le sultan.
Revenu à Londres en septembre 1798, il voyage en Grèce, en Asie Mineure et en Sicile en 1800. En 1812, il part pour l'Asie Mineure. Il explore les bords de la mer Caspienne, passe l'hiver à Smyrne, atteint l'Arménie, Erzurum puis Tabriz (1er juin 1812).
Il est assassiné par des brigands, en juin 1813 en allant de Tauris à Téhéran.

## Œuvre
- Travels in Africa, Egypt, Syria, from the years 1792 to 1798 (1799) (Voyages en Afrique, en Égypte et en Syrie, traduits par Castéra en 1800).